# Приозёрный (Ленинградская область)
Приозёрный — посёлок в Ям-Тёсовском сельском поселении Лужского района Ленинградской области.

## История
По данным 1966 года посёлок Приозёрный в составе Ленинградской области не значился.
По данным 1973 года посёлок Приозёрный являлся административным центром Приозёрного сельсовета Лужского района.
По данным 1990 года посёлок Приозёрный являлся административным центром Приозёрного сельсовета, в который входили 26 населённых пунктов, общей численностью населения 1691 человек. В самом посёлке Приозёрный проживали 732 человека.
В 1997 году в посёлке Приозёрный Приозёрной волости проживали 819 человек, в 2002 году — 683 человека (русские — 93 %), посёлок также являлся административным центром волости.
В 2007 году в посёлке Приозёрный Ям-Тёсовского СП проживали 849 человек, в 2010 году — 799, в 2013 году — 788.

## География
Посёлок расположен в восточной части района на автодороге 41А-004 (Павлово — Мга — Луга).
Расстояние до административного центра поселения — 6 км.
Расстояние до районного центра — 57 км.
Посёлок находится на восточном берегу Фролевского озера, разлива реки Рыденка.

## Демография
| 1990 | 1997 | 2007 | 2010 | 2013 | 2017 |
| ---- | ---- | ---- | ---- | ---- | ---- |
| 732  | ↗819 | ↗849 | ↘799 | ↘788 | ↘749 |

## Улицы
Деревенская, Запольская, Новая, Огородная, Садовая, Центральная.